# Bros (gruppo musicale)
I Bros sono un gruppo britannico attivo tra il 1987 ed il 1991 (anno della separazione) e nel 2017 (in seguito ad una reunion) composto dai fratelli gemelli Matt Goss (voce), Luke Goss (batteria) e dall'amico Craig Logan
(basso), che abbandonò la band nei primi mesi del 1989.

## Storia
I Bros (/ brɒs / BROSS) si sono formati nel 1986 a Camberley, Surrey, Inghilterra. La band era originariamente composta dai fratelli gemelli Matt e Luke Goss e dal loro amico Craig Logan, che ha frequentato la Collingwood School di Camberley. La band è stata gestita dall'ex manager dei Pet Shop Boys Tom Watkins tra il 1986 ed il 1990. Il gruppo ha raggiunto il successo e, di fatto, toccato il proprio apice nel 1988 con canzoni prettamente pop come "When Will I Be Famous ?" e "I Owe You Nothing". 
Si stima che i fratelli abbiano venduto 16 milioni di album e 10 milioni di singoli in tutto il mondo. 
Luke Goss e Matt Goss, nati il 29 settembre 1968 a Lewisham, Londra, si erano stabiliti a Camberley, nel Surrey, dopo che i loro genitori si erano separati e la madre aveva trovato un nuovo fidanzato, che ha comprato a Luke una batteria elettronica e a Matt un sassofono, notando la loro predisposizione all'intrattenimento. I gemelli frequentarono il Collingwood College, dove entrarono a far parte di una band chiamata Blue. A scuola incontrarono Craig Logan (nato il 22 aprile 1969 a Kirkcaldy, Fife, Scozia), che suonava il basso in un'altra band scolastica, Stillbrook. Logan ricorda che una sera i fratelli Goss vennero a casa sua per dire che si erano separati dalla loro band e gli chiesero di unirsi a loro in un nuovo gruppo. Logan acconsentì ed il trio esaminò una varietà di nomi per il gruppo prima di optare per Gloss.
Il gruppo venne notato da Bob Herbert, che aveva l'ambizione di entrare nel mondo della musica come manager: il figlio di Herbert, Chris, era un compagno di classe del trio a Collingwood. Herbert ha permesso al gruppo di esercitarsi nella sua casa estiva e li ha pagati per registrare demo, ma non è stato in grado di firmare un contratto perché avevano meno di 18 anni. Fu Tom Watkins a riesaminare il progetto e, nel dicembre del 1986, si assicurò la firma dei componenti e scritturò la band con un contratto capestro che prevedeva una sostanziosa percentuale sui ricavi e non sugli utili come da normale prassi. 
Durante un concerto a Berlino (dicembre 1988), il bassista Craig Logan, in seguito ad una sorta di esaurimento psicofisico, si rifiutò di salire sul palco e si limitò a suonare nel back-stage, da seduto. Poco prima, proprio per questo motivo, vi era stata una violenta lite tra lui ed il batterista, Luke Goss. Logan il giorno seguente tornò a Londra e, effettivamente, lasciò la band (salvo raggiungerla a febbraio del 1989 per ritirare il Grammy come miglior gruppo esordiente del 1988) e seguì una lunga disputa legale in quanto il bassista voleva avvalersi, anche da estromesso, del marchio "Bros" ; gli fu assicurata una buona uscita che prosciugò le casse della band, un colpo incredibilmente violento per le loro finanze. Logan è, ad oggi, un affermato manager nel mondo della musica, ha lavorato con diversi celebri artisti: per molti anni è stato manager di P!nk e dal 2012 è manager di Anastacia.
Nell'ottobre del 1989 uscì il secondo album, The Time, preceduto dai singoli Too Much e Chocolate Box; i brani furono realizzati dai gemelli Goss e da Nicky Graham. The Time raggiunse il #4 nella chart inglese, ma non ottenne il riscontro (in termini di successo) ottenuto da Push. Da non ignorare, però, il celeberrimo Bros in 2 Summer, concerto che la band tenne presso il Wembley Stadium dinnanzi a 77.000 persone in delirio, a cui presero parte altri artisti (che fecero da apripista) quali Debbie Gibson e Kylie Minogue.
Da The Time furono estratti altri due singoli: Sister, dedicato alla sorella scomparsa l'anno prima in un incidente stradale, per mano di un automobilista ubriaco, e Madly in love.
Dalla fine del 1989 e per tutto il 1990 la stampa britannica, senza alcun motivo apparente, si scagliò violentemente contro i gemelli Goss, ridicolizzandoli e facendo venire a galla i loro problemi finanziari, figli di alcuni accordi presi troppo in fretta con gli organizzatori degli eventi e con i vari manager.
Dopo un periodo di silenzio relativamente lungo, nel settembre del 1991 uscì il terzo album, Changing Faces, estremamente più maturo sia nei testi che nel sound. Preceduto dal singolo Are you mine e seguito da Try, il disco ebbe però un piazzamento modesto (#18) nella chart inglese, e poco dopo i fratelli Goss, stanchi dell'accanimento mediatico, decisero (o meglio la decisione la prese Luke) di abbandonare il progetto.
Matt Goss, con esiti alterni, si è consolidato come cantautore. Ha realizzato una manciata di album solisti e nel 1997, trasferitosi a Milano per circa un anno, ha dato il là al supergruppo Co*bra insieme a Joe T Vannelli. Luke Goss, dopo un biennio  nel quale ha tentato di rilanciarsi sul panorama musicale britannico nel 1993 con il gruppo "Band Of Thieves" ("Thieves Like Us" l'anno dopo), ha abbandonato la musica optando per la recitazione, diventando con il tempo noto caratterista hollywoodiano. Come comparsa o come protagonista, ha consolidato una filmografia di tutto rispetto. 
Nel 2017, i gemelli Goss si sono riuniti per due date alla O2 Arena di Londra. La reunion ha prodotto un DVD che ne racconta la genesi, denominato "After The Screaming Stops", che ha raccolto consensi e recensioni positive in tutta l'Inghilterra.
Per contro, l'affluenza ai concerti si è rivelata minore rispetto a quanto previsto, e alcune date sono state annullate o traslate in contesti minori. Dopo questa parentesi i gemelli hanno ripreso le proprie strade senza ufficialmente sciogliere nuovamente la band.
Matt Goss, tra il 2023 ed il 2024, in occasione di alcune interviste o con post sui propri social, non ha escluso l'idea di nuovi progetti come Bros, ma ha precisato che al momento non ha praticamente più rapporti con il fratello.

## Discografia
Album in studio
- 1988 - Push
- 1989 - The Time
- 1991 - Changing Faces

Singoli
- 1987 - I Owe You Nothing
- 1988 - When Will I Be Famous?
- 1988 - Drop the Boy
- 1988 - I Owe You Nothing
- 1988 - I Quit
- 1988 - Cat Among the Pigeons
- 1989 - Too Much
- 1989 - Chocolate Box
- 1989 - Sister
- 1989 - Do They Know It's Christmas? (con i Band Aid II)
- 1990 - Madly in Love
- 1991 - Are You Mine?
- 1991 - Try

Raccolte
- 1991 - The Best Remixes Bros
- 2004 - The Best of Bros
- 2011 - I Owe You Nothing The Best of Bros
- 2020 - Bros Gold

VIDEO MUSICALE, VHS / DVD
- 1988 - The Big Push Tour Bros
- 1989 - Bros Push Over
- 2004 - The Big Picture Bros